# 주팡베이역
주팡베이역(중국어: 朱房北站)은 중국 베이징시 하이뎬구 칭허 가도의 샤오잉 서로·주팡베이 1가 교차로 북측에 위치한 창핑선의 지하철역으로, 2024년 12월 15일 창핑선의 잔여 구간과 동시에 개통하면서 개장하였다.

## 위치
본 역은 샤오잉 서로(小营西路)와 주팡베이 1가(朱房北一街)가 교차하는 동쪽에 위치한다. 역은 동서 방향으로 배열되어 있다.

## 역 구조

### 층별 구조
| 지면     |                                 | 출입구                                  |
| 지하 1층 | 대합실                          | 고객센터, 자동 발매기, 출입 게이트      |
| 지하 2층 | ←                               | ■ 창핑선 창핑시산커우 방면 (칭허)       |
| 지하 2층 | 섬식 승강장, 왼쪽 출입문이 열림 |                                         |
| 지하 2층 | →                               | ■ 창핑선 지먼차오 방면 (칭허샤오잉차오) |

## 출입구
본 역에는 출입구가 3개(A, C, D) 있다. B출입구는 진링 시대(金领时代) 사무실 건물의 토지 점유 문제로 인하여 장기적인 건설이 예정되어 있다.
|                         |                       | |      |             |
| 출구                    | 지시                  | 출구 인근                                                                                          | 사진 | 무장애 시설 |
| 出口 · A                | 샤오잉 서로(小营西路) | 칭상위안(清上园)                                                                                   |      |             |
| 出口 · C                | 샤오잉 서로(小营西路) | 오크베이 1기(橡树湾一期), 화룬·완 오크푸(华润·万橡府), 칭허옌칭 체육문화공원(清河燕清体育文化公园) |      | 빈칸        |
| 出口 · D                | 샤오잉 서로(小营西路) | 오크베이 2기(橡树湾二期)                                                                           |      |             |
| 아이콘 설명: 엘리베이터 |                       | |      |             |

## 역 예술
역 유료 구역 벽면에 "동네《邻里》"라는 예술 작품이 장식되어 있다.

## 역사
2019년 3월, "샤오잉시루역(小营西路)"을 추가하기로 결정되었다.
2021년 7월 19일, 베이징시 계획천연자원위원회에서 발표한 창핑선 남부 연장선 역명 계획에서 "주팡베이역(朱房北站)"으로 명명되었다.
2022년 6월, 본 역은 현재의 역명으로 변경되었다.
2023년 2월 4일 창핑선 칭허역 - 시투청 구간이 개통되었지만 본 역의 개통은 연기되었다.
2024년 5월 8일, 본 역의 단위 공정 검사를 통과했다.
2024년 9월 25일, 본 역의 소방 점검이 실패하였고, 동년 11월 26일에 본 역의 소방 검사를 통과했다..
2024년 12월 15일, 본 역이 개통되어 영업을 개시하였다.

## 역명 유래
본 역은 남쪽에 있는 "주팡 마을(朱房村)"의 이름을 따서 명명되었다. 전설에 따르면 이곳은 명나라 때 궁전을 위해 돼지를 사육하던 곳이었다. 명나라 시대의 『대명회전』에는 “칭허의 돼지집에는 현재 꽃돼지와 흑돼지를 사육하고 있으며, 여전히 광록사(光禄寺)에서 사용하고 있다”고 기록되어 있다. 명나라 시대에 광록사는 주로 제사, 연회, 술, 식사를 담당하였다. 숭정 시대에는 돼지집이 폐지되었고, 점차 인근에 형성된 마을을 "돼지집(猪房)"이라 부르게 되었고, 청나라 말에는 동음이의어인 "붉은집(朱房)"이 되었다.

## 주해
1. ↑  기획 단계에서는 샤오잉시루역(小营西路站)으로 불리었다.